# Estação Ferroviária de Agualva-Cacém
A estação ferroviária de Agualva-Cacém, originalmente denominada apenas do Cacém ou de Cacém (nome anteriormente grafado como "Cacem"), é uma interface da Linha de Sintra, usada pela rede de comboios suburbanos de Lisboa, e ponto de bifurcação da Linha do Oeste, que serve a cidade de Agualva-Cacém, no município de Sintra, em Portugal. Entrou ao serviço em 1887, desde logo como entroncamento das duas linhas, tendo conhecido importantes obras de expansão e modernização ao longo da sua história, incluindo um edifício novo construído em 2013.

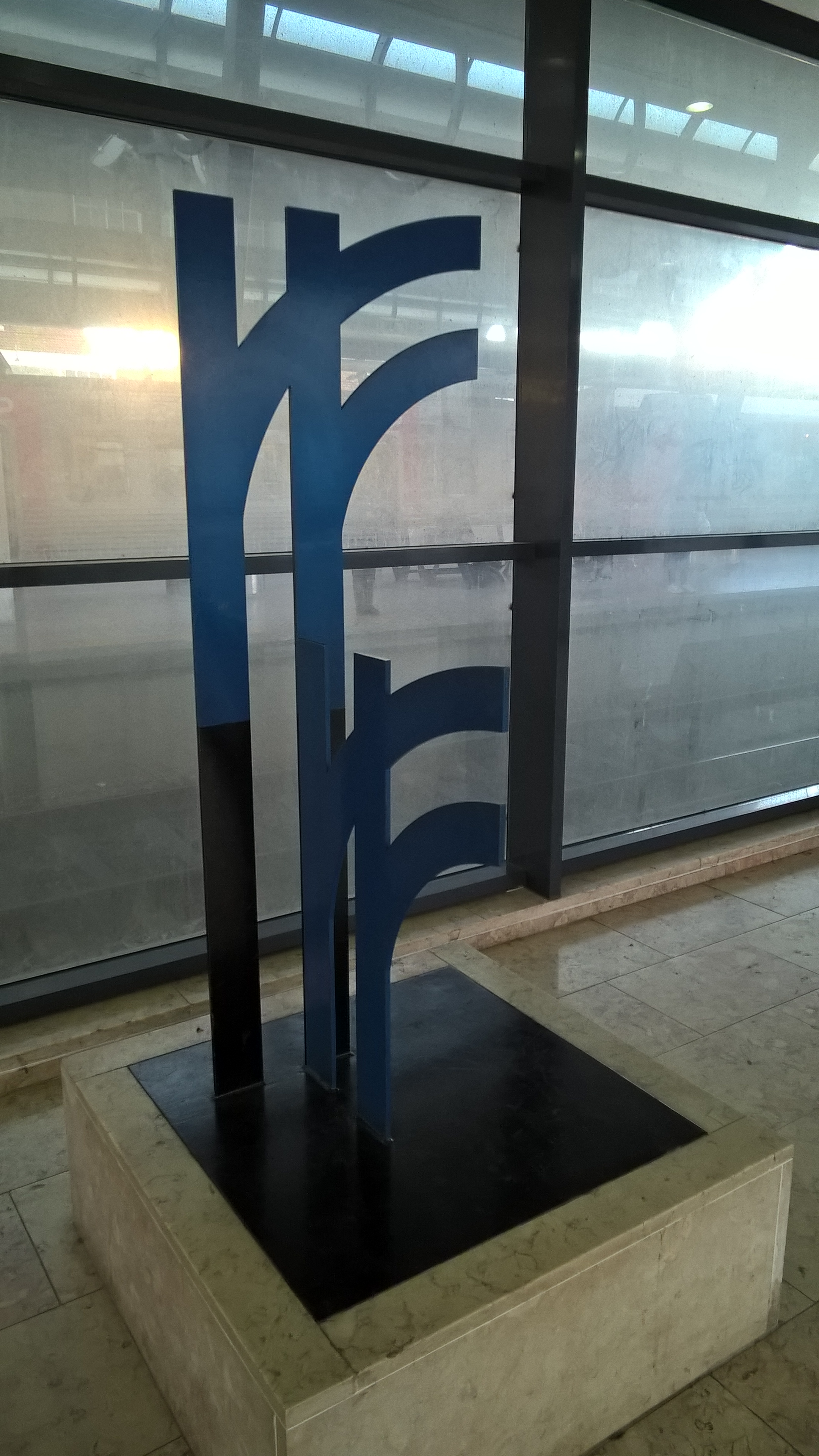
Escultura erigida na estação do Cacém em 2013, com o logótipo da Refer, extinta em 2015.

## Descrição

### Localização
Esta estação situa-se junto ao Largo da Estação, na cidade de Agualva-Cacém.

### Infraestrutura

Panorama das plataformas, em 2020, já com quatro vias.

Esta interface apresenta quatro vias de circulação, identificadas de I a IV, com comprimentos entre 225 e 235 m, todas acessíveis por plataformas de 220 m de comprimento e 90 cm de altura.
Nesta estação a Linha do Oeste entronca na Linha de Sintra no lado direito do seu enfiamento descendente, bifurcando-se a via para noroeste e possibilitando percusos diretos Leiria-Benfica e Sintra-Benfica, enquanto que o percurso Leiria-Sintra tem de infletir aqui. Fruto desse entroncamento, esta estação é um ponto de câmbio nas características da via férrea e do seu uso:
| característica | Sintra desc. | Sintra desc. | Sintra asc. | Sintra asc.  | Oeste         | Oeste       |
| -------------- | ------------ | ------------ | ----------- | ------------ | ------------- | ----------- |
| vias           | Sintra       | via dupla    | Benfica     | via múltipla | Meleças       | via dupla   |
| vel. máx.      | Sintra       | 90-120 km/h  | Benfica     | 50-90 km/h   | Louriçal      | 90-120 km/h |
| compr. máx.    | Sintra       | ?            | Campolide   | 330 m        | Torres Vedras | 385 m       |

### Serviços
Esta estação é servida por comboios de passageiros urbanos (Linha de Sintra), regionais e inter-regionais (Linha do Oeste) da CP com destino às estações de Alverca, Caldas da Rainha, Figueira da Foz, Leiria, Oriente, Rossio, Santa Apolónia e Sintra. Para que os passageiros possam prosseguir a Leiria e Figueira da Foz, é necessário trocar de comboio em Caldas da Rainha. Os serviços para a estação de Alverca, apenas funcionam em horas de ponta, da manhã e de tarde, também não funcionando durante finais de semana.

#### Plataformas e destinos
- Plataforma 1 - S Mira-Sintra/Meleças; R Caldas da Rainha[carece de fontes?]
- Plataforma 2 - S Sintra[carece de fontes?]
- Plataforma 3 - AZ Lisboa Oriente[carece de fontes?]
- Plataforma 4 - R Lisboa Santa Apolónia; S Lisboa Rossio[carece de fontes?]

## História

### Século XIX
O primeiro caminho de ferro a servir o Cacém foi a Linha de Sintra do Larmanjat, um sistema ferroviário ligeiro que funcionou entre 1873 e 1877.

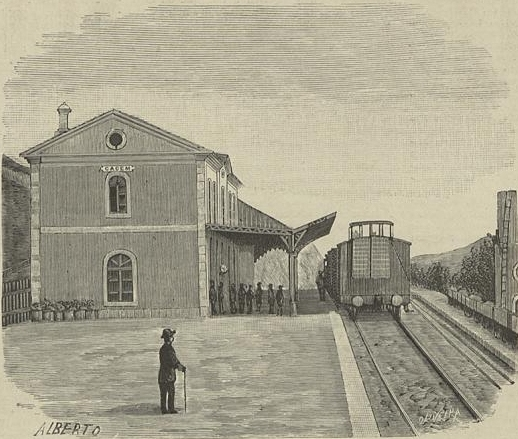
Gravura da estação, em 1887.

Dez anos depois do fim do larmanjat, a ferrovia convencional chegava ao Cacém: Em 2 de Abril de 1887, entraram ao serviço o lanço desde esta estação até de Alcântara-Terra e a Sintra, pela Companhia Real dos Caminhos de Ferro Portugueses. O primeiro troço da Linha do Oeste, iniciando-se nesta estação e terminando em Torres Vedras, entrou ao serviço em 21 de Maio do mesmo ano, tendo sido igualmente construído pela Companhia Real, embora só tenha sido inaugurado no dia 25 de Maio. Originalmente, a estação surgia com o nome de Cacem. O edifício de passageiros situava-se do lado nascente da via (lado direito do sentido ascendente, a Sintra).

Em 1895, a via foi duplicada no lanço entre esta estação e Campolide.

### Século XX

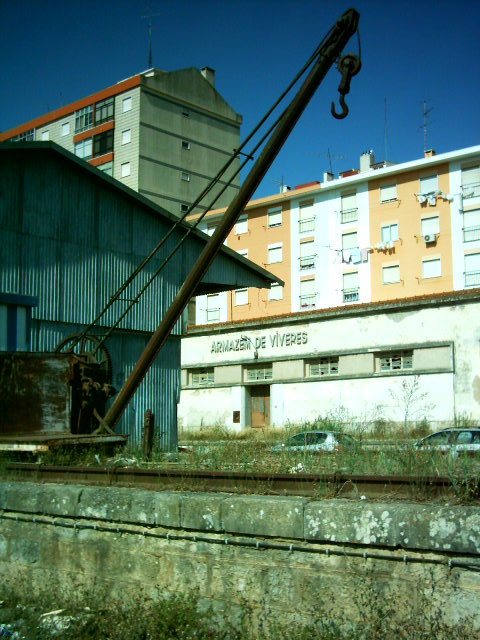
Antiga gare de mercadorias e armazém de víveres, em 2007, pouco antes da sua demolição.

#### Décadas de 1920 e 1930
Em finais de 1922, foi concluída a renovação de via no lanço entre esta estação e Torres Vedras.
No concurso do ajardinamento da Linha de Sintra de 1936, a estação recebeu o quarto prémio. Em 1937, foi planeado o armazém de víveres nesta estação, baseado num modelo do arquitecto Cottinelli Telmo. Este edifício foi construído em 1938.

#### Década de 1940
Em 1941, foi ampliado o armazém de víveres.
Em 17 de Junho de 1948, a Companhia dos Caminhos de Ferro Portugueses organizou um comboio especial entre o Rossio e Sintra, que parou nesta estação, para experimentar as novas carruagens Schindler.
Em 24 de Abril de 1948, deu-se uma colisão entre dois comboios nesta estação, quando o comboio n.º 202, que estava a estacionar, foi abalroado por uma locomotiva em manobras, provocando graves prejuízos materiais. Nesse mês, já estavam prontas as terraplanagens no lanço entre esta estação e Sintra, para a futura duplicação da via. A via foi duplicada no lanço entre esta estação e Mercês em 17 de Outubro de 1948, tendo a linha sido totalmente duplicada em 20 de Janeiro de 1949. Para este projecto, foi necessária a ampliação da passagem rodoviária inferior do Cacém.

#### Décadas de 1950 e 1960
Entre as décadas de 1950 e 1960, a Companhia dos Caminhos de Ferro Portugueses executou um programa para a modernização da Linha de Sintra, que abrangeu a electrificação da via e a introdução de novos sistemas de sinalização e de controlo da circulação, incluindo nesta estação, onde foram instaladas agulhas motorizadas e encravamentos a relés do tipo Siemens DRS. Um diploma do Ministério das Comunicações, publicado no Diário do Governo n.º 294, II Série, de 21 de Dezembro de 1955, aprovou o plano da Companhia dos Caminhos de Ferro Portugueses para a ampliação e modificação da estação, tendo para isso ordenado a expropriação de duas parcelas de terreno entre os PK 17+262,68 e 17+393,50 da Linha do Oeste (ou seja: da Linha de Sintra), do lado direito.
Na Gazeta dos Caminhos de Ferro de 16 de Outubro de 1956, foi publicada uma nota de imprensa do presidente do Conselho de Administração da Companhia dos Caminhos de Ferro Portugueses, Mário de Figueiredo, onde relatou que devido a problemas com a entrega do material circulante, não seria possível fazer a inauguração da tracção eléctrica no dia 28 de Outubro, como estava planeado, e explicou como seria feita a organização dos serviços de passageiros após a electrificação da Linha de Sintra: unidades triplas fariam os comboios rápidos até Sintra, que só teriam paragens além do Cacém, completando o percurso em 29 minutos, enquanto que os ómnibus, feito pelas mesmas unidades, contavam com paragens intermédias e teriam uma duração de 38 a 42 minutos. Seriam também criados comboios rápidos até à Amadora e Queluz, e seriam mantidos os outros serviços mais lentos e com mais paragens. Em 28 de Abril de 1957, foi inaugurada a tracção eléctrica na Linha de Sintra.
Em 16 de Agosto de 1968 a Gazeta dos Caminhos de Ferro noticiou que o troço entre esta estação e Caldas da Rainha iria ser parcialmente renovado, no âmbito de um programa de remodelação de via da Companhia dos Caminhos de Ferro Portugueses.

#### Década de 1990
Na década de 1990, o Gabinete do Nó Ferroviário de Lisboa iniciou um novo programa de modernização da Linha de Sintra, que incluiu a instalação de novos sistemas de sinalização, a remodelação das estações, e a quadruplicação do troço entre esta estação e Campolide. Em 1992, entraram ao serviço novas automotoras quádruplas eléctricas, no lanço entre Campolide e Cacém. Em 1996, estava em curso a primeira fase de execução da sinalização no lanço entre esta estação e Campolide, incluindo a via quádrupla, tendo sido seleccionada uma solução electrónica do tipo ESTW L 90. Nessa altura, previa-se que as obras de quadruplicação até aqui seriam terminadas entre 2000 e 2001. Também estava prevista a construção de uma nova gare ferroviária nas Mercês, o que permitiria a criação de uma nova família de comboios com origem nesta estação, aumentando a oferta no lanço até ao Cacém.

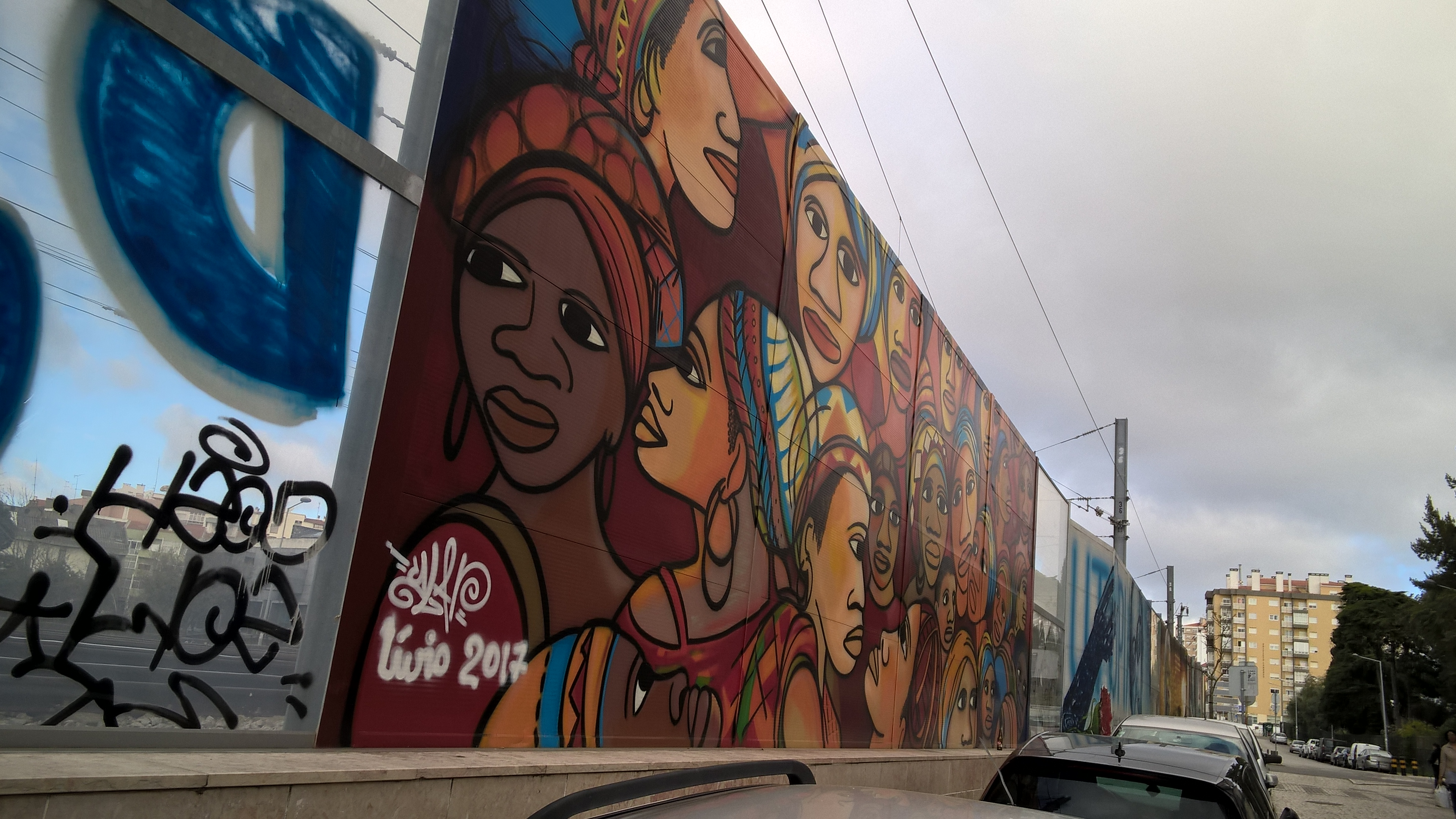
Murais na barreira sonora instalada junto à estação em 2009.

Em 2000, foram postas ao serviço automotoras de dois pisos, no percurso entre esta estação e Alverca.

### Século XXI
Em 1 de Abril de 2002, noticiou-se que a operadora Comboios de Portugal iria repor os comboios Intercidades na Linha do Oeste no Verão, sendo uma das paragens previstas nesta estação. O serviço não foi reposto desde então, mas ainda há esperança do seu regresso.[carece de fontes?]

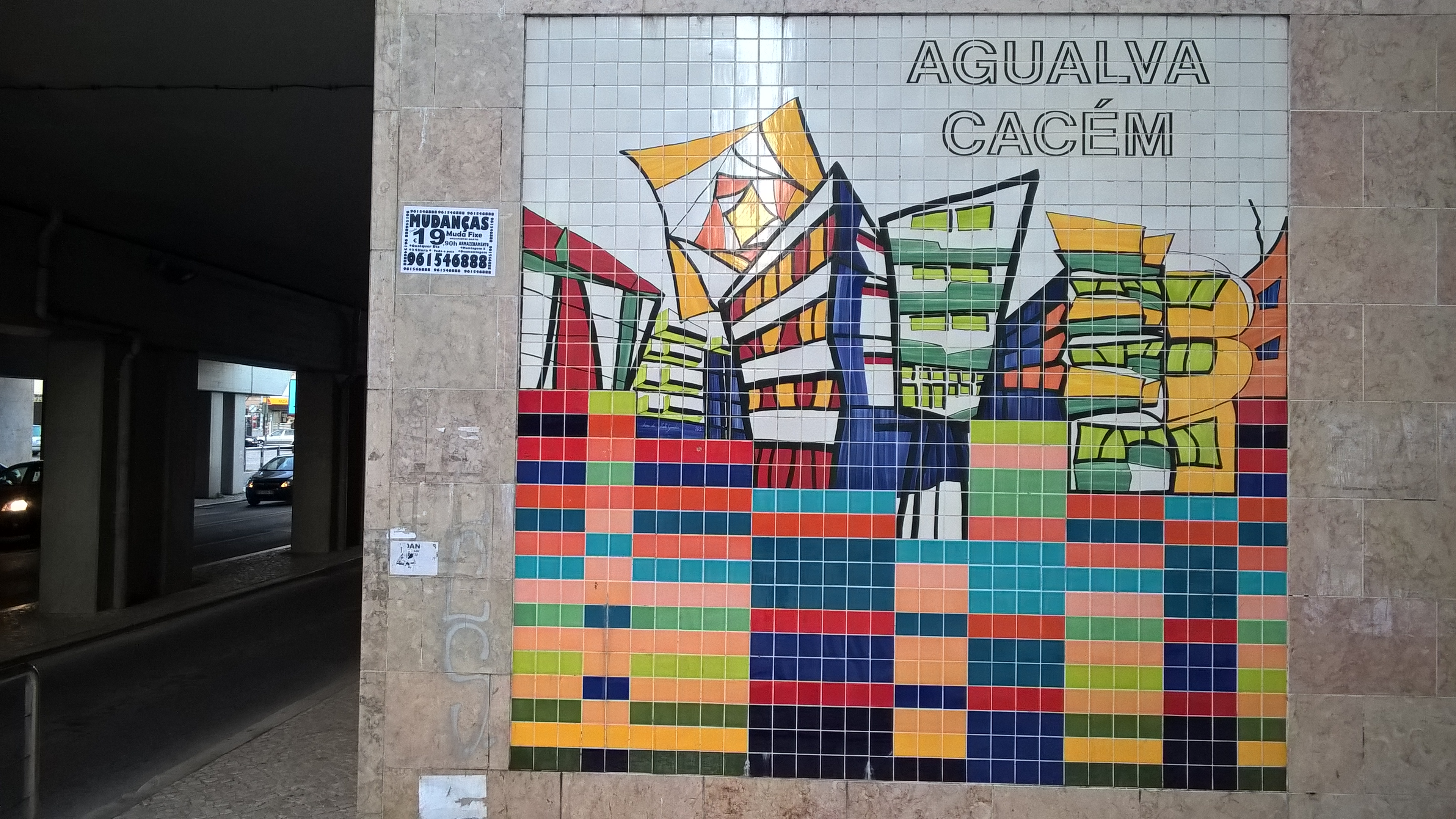
Painel de azulejos na estação nova.

Em 28 de Novembro de 2002, um funcionário desta estação foi assaltado, tendo sido roubadas duas malas com 150 euros e senhas de passes sociais ao montante de cerca de 65 mil euros.

#### Modernização

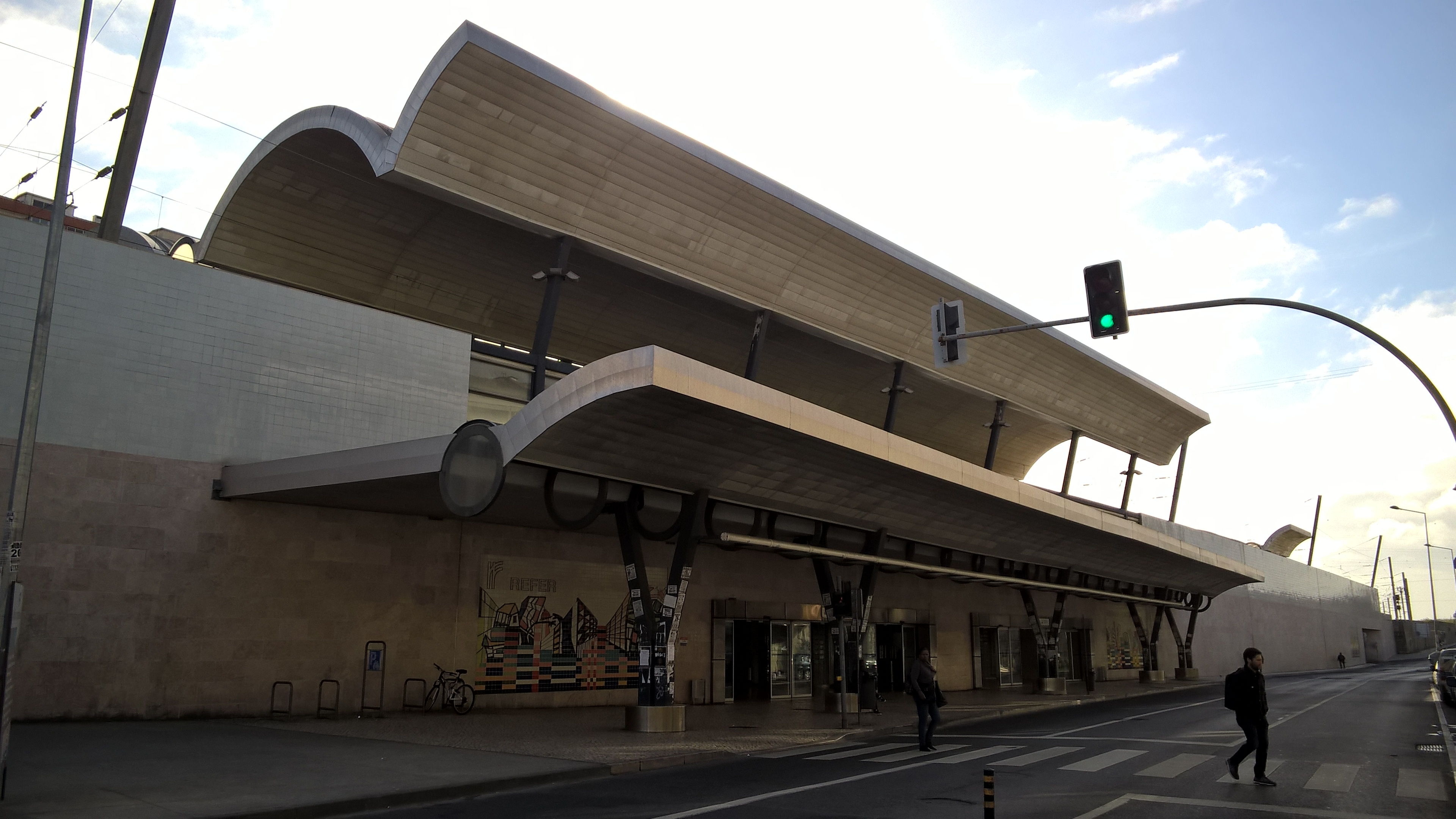
Entrada do lado sul, pela Rua Elias Garcia.

Em Junho de 2007, a Rede Ferroviária Nacional estava a planear a realização de obras desde Novembro daquele ano até finais de 2011, relativas à quadruplicação da Linha de Sintra entre os quilómetros 13,750 e 18,200, e à remodelação da estação. No entanto, em Novembro de 2007, o início dos trabalhos já tinha sido atrasado para Janeiro de 2008, mantendo-se a previsão de Novembro de 2011 como fim das obras. A intervenção nesta estação incluía a construção de duas passagens inferiores, uma rodoviária e outra pedonal, um silo automóvel, uma nova interface para transportes públicos, e a reorganização dos ruas de acesso à nova estação; com estas obras, esperava-se uma optimização do serviço prestado, uma maior intermodalidade entre os transportes, e o aumento das condições de segurança.
Em dados oficiais publicados em Janeiro de 2011, esta estação contava com duas vias de circulação, com 273 e 297 m de comprimento; as plataformas tinham ambas 220 m de extensão e 90 cm de altura numa configuração algo reduzida em comparação com a de décadas anteriores,  entretanto a ser alterada para a atual, por intermédio da obra em curso.

Em Março de 2010, os comerciantes com estabelecimentos no Largo da Estação haviam-se queixado de ter sofrido grandes quebras no movimento, uma vez que o acesso à nova gare tinha deixado de se fazer por aquele lado, passando a ser realizado pela Rua Elias Garcia, prevendo-se que só após a conclusão das obras, em 2011, é que o Largo voltaria a ter acesso à gare. No entanto, a nova estação só foi inaugurada em 6 de Maio de 2013, numa cerimónia que teve a presença do Secretário de Estado das Obras Públicas, Transportes e Comunicações, Sérgio Silva Monteiro.

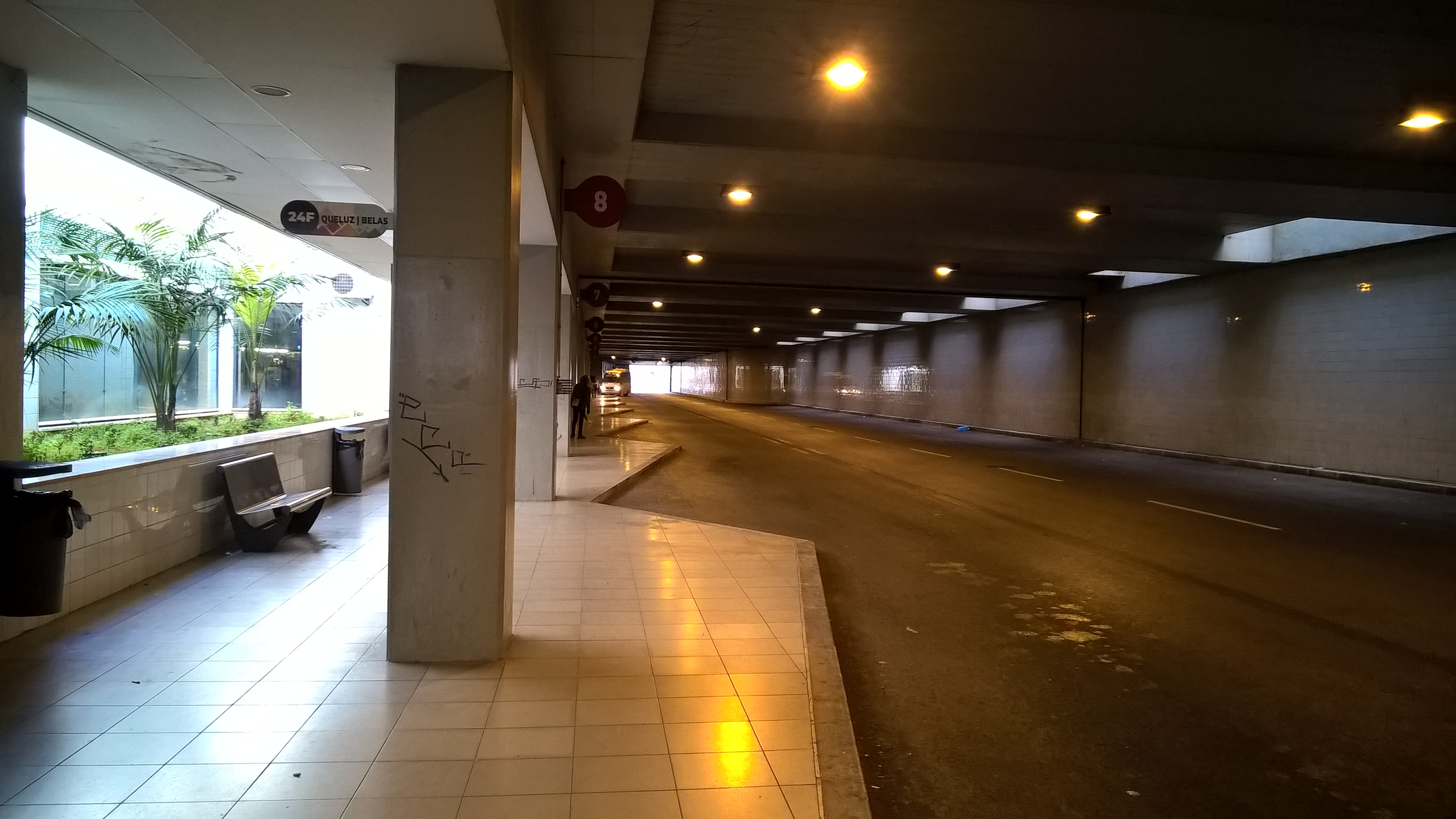
Área de interface com os transportes rodoviários, sob o Largo da Estação.

Em Junho de 2025, o candidato do Partido Social Democrata à Câmara Municipal de Sintra, Marco Almeida, esteve na estação de Agualva-Cacém, onde criticou as condições em que se encontrava aquela interface, em termos de segurança e limpeza, além dos problemas do cancelamento dos comboios e dos incumprimentos nos horários. Marco Almeida afirmou que «o comboio deve ser um meio de transporte para todos, e não um serviço degradado que afasta quem tem alternativa», e garantiu que caso fosse eleito nas autárquicas, iria colaborar com o governo no sentido de melhorar o policiamento, a limpeza e a manutenção das estações ferroviárias, e promover a requalificação daqueles espaços.